# Gone Again
Gone Again je studiové album Patti Smith, vydané 18. června 1996 u Arista Records. Na albu se jako host podílel například i John Cale. Album produkovali Malcolm Burn a Lenny Kaye.

## Seznam skladeb
| Pořadí         | Název                      | Autor              | Délka |
| -------------- | -------------------------- | ------------------ | ----- |
| 1.             | Gone Again                 | P. Smith, F. Smith | 3:16  |
| 2.             | Beneath the Southern Cross | P. Smith, Kaye     | 4:35  |
| 3.             | About a Boy                | P. Smith           | 8:15  |
| 4.             | My Madrigal                | P. Smith, Resto    | 5:09  |
| 5.             | Summer Cannibals           | P. Smith, F. Smith | 4:10  |
| 6.             | Dead to the World          | P. Smith           | 4:17  |
| 7.             | Wing                       | P. Smith           | 4:53  |
| 8.             | Ravens                     | P. Smith           | 3:56  |
| 9.             | Wicked Messenger           | Dylan              | 3:49  |
| 10.            | Fireflies                  | P. Smith, Ray      | 9:33  |
| 11.            | Farewell Reel              | P. Smith           | 3:54  |
| Celková délka: | Celková délka:             | Celková délka:     | 55:52 |

## Sestava
- Patti Smith – zpěv, kytara
- Lenny Kaye – kytara
- Jay Dee Daugherty – bicí
- Tony Shanahan – baskytara
- Oliver Ray – kytara, píšťalka
- Brian Sperber – kytara
- César Díaz – kytara
- Eileen Ivers – housle
- Hearn Gadbois – perkuse
- Jane Scarpantoni – violoncello
- Jeff Buckley – zpěv
- John Cale – varhany
- Kimberly Smith – mandolína
- Luis Resto – klávesy
- Malcolm Burn – dulcimer, kytara
- Rick Kiernan – pila
- Tom Verlaine – kytara
- Whit Smith – kytara